# Józsefvárosi Gázgyár
A Józsefvárosi Gázgyár vagy Józsefvárosi Légszeszgyár egy mára már megszűnt budapesti nagyipari létesítmény volt.

## Története
Budapesten a 19. század első felében – elsősorban világítási közcélokból – jelent meg az igény gázgyárak létesítésére. 1846-ban Pest város tanácsa szerződést kötött a Boroszlói (Wroclaw) Gáztársasággal gázszolgáltatás kiépítésre, ez azonban végül nem valósult meg. Ezt követően a trieszti székhelyű Általános Osztrák Légszesztársulat nyert (pályázat keretében) megbízást a feladatra, 25 éves gázszolgáltatási szerződési idővel. A gyár a mai II. János Pál pápa téren (a Gázláng utca – II. János Pál pápa tár – Légszesz utca – Fiumei út által határolt területen) épült fel 1855–1856-ban, épületeit a Magyar Nemzeti Múzeum építészének fia, Pollack Ágoston tervezte, stílusuk (nem ipari) romantikus.
1860-ban Diescher József tervei szerint földszintes épület épült a keleti telekhatáron, ebben párologtató-, kristályosító- és szárítószoba került kialakításra. Az 1860-as évek közepén újabb gáztárolók, majd 1869-től kisebb épületbővítések történtek, de kazánházat és egy újabb, 30 m átmérőjű, 7000 m3 tartalmú gáztarolót is építettek. Minden bővítés Diescher tervei szerint készült. Tisztviselői lakóházat is épültek, ezeket Buzzi Bódog és Kéler Napóleon tervezte. 1875-ben Kéler tervei szerint újabb (6. és utolsó) gáztároló épült.
A gyárban 1860/62-ben 150, 1876-ban 209, 1910-ben 750 munkás dolgozott.
Az évtizedek alatt fokozatosan elavuló és dráguló régi budapesti gázgyárakat a főváros az Általános Osztrák Légszesztársulat megvásárolta (a Józsefvárosit 1910-ben), és egy új, korszerű gázgyár építésbe is fogott. Ez lett az Óbudai Gázgyár, amely 1913. október 16-án kezdte meg a működését. A Józsefvárosi gázgyárban a termelés 1914. március 31-én állt le. Napjainkban a gyár épületeiből csak az 1855–1856-ban felépült igazgatósági épület, és két oldalán (eredetileg földszintesnek épült) szárnyépület áll. A többi ipari épület (beleértve az előzőkkel egy időben épülteket), ma már nem látható. Egy részüket 2000-ben bontották el.
A megmaradt épületek műemléki védelem alatt állanak.
Érdekesség, hogy a gázgyár területén működött az 1990-es évektől a ma már szintén megszűnt Gázmúzeum.

## Képtár

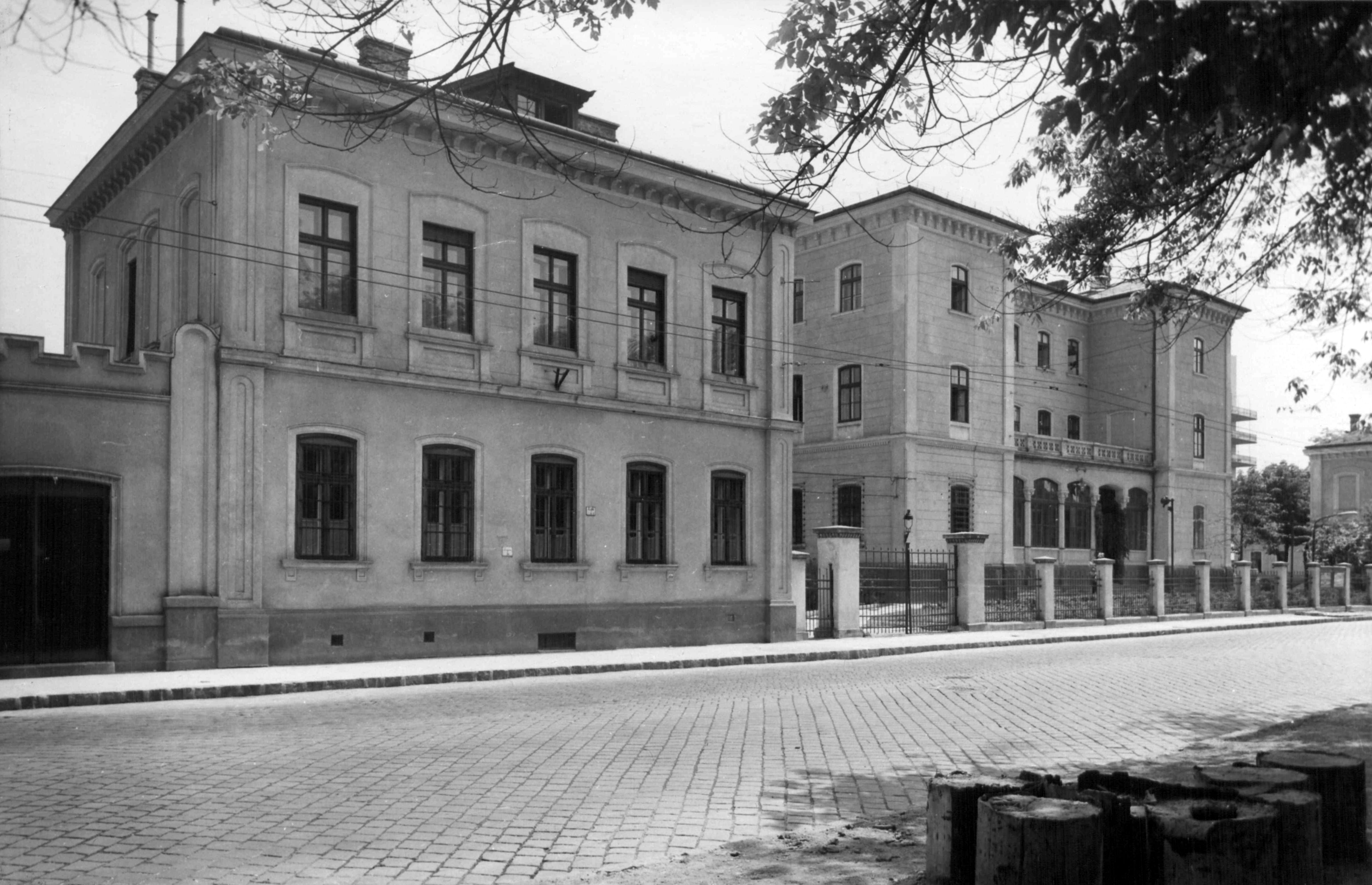
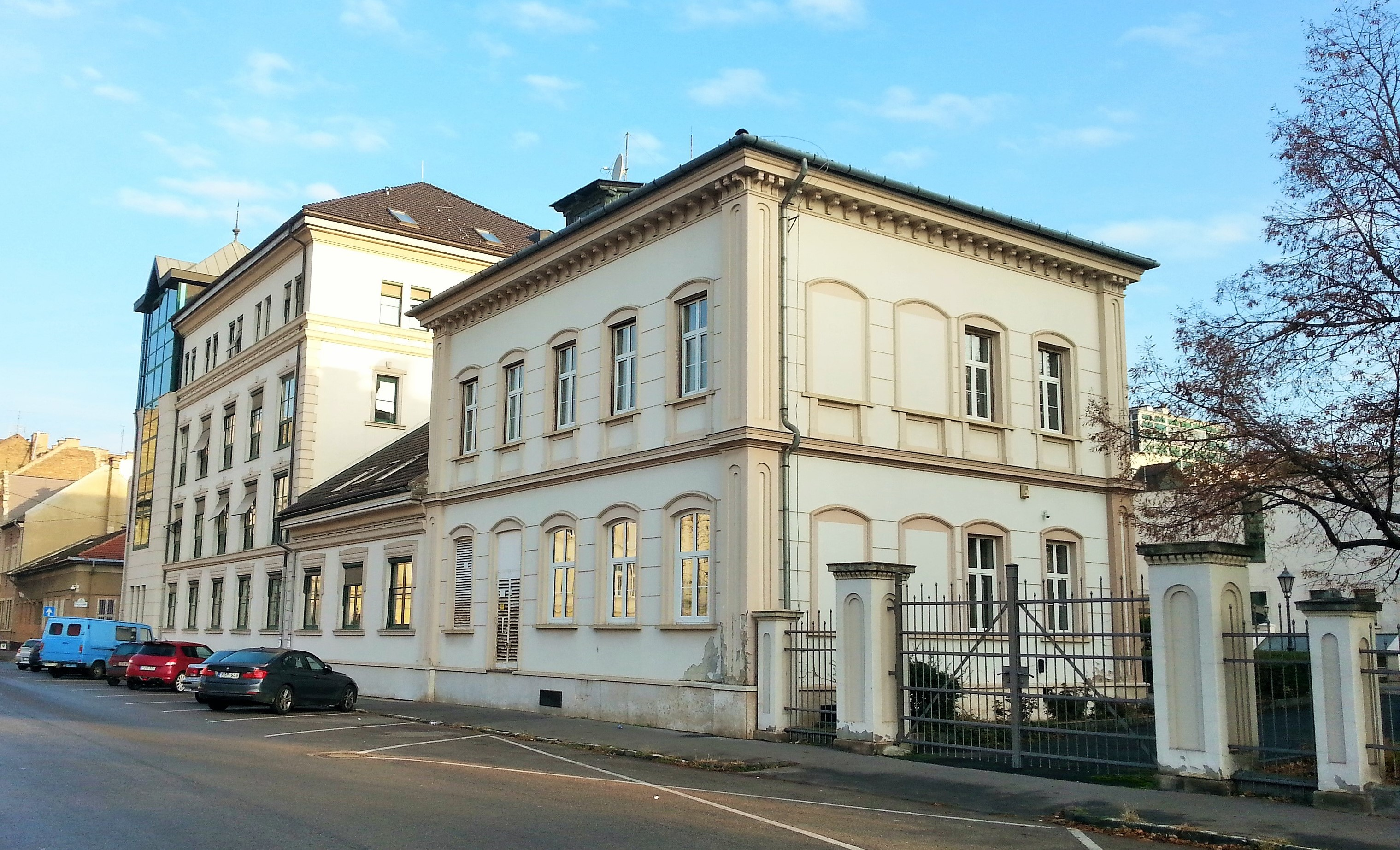
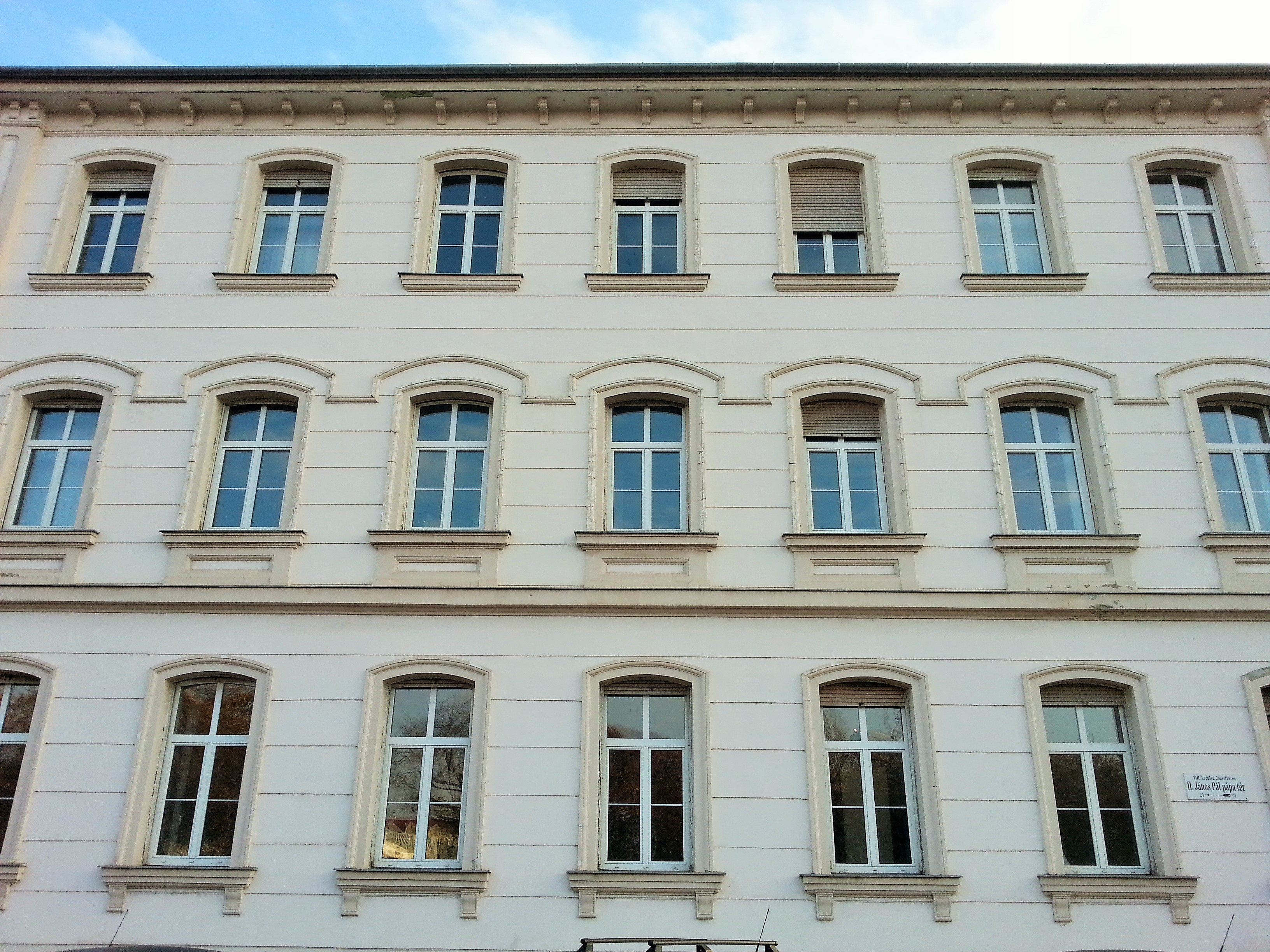
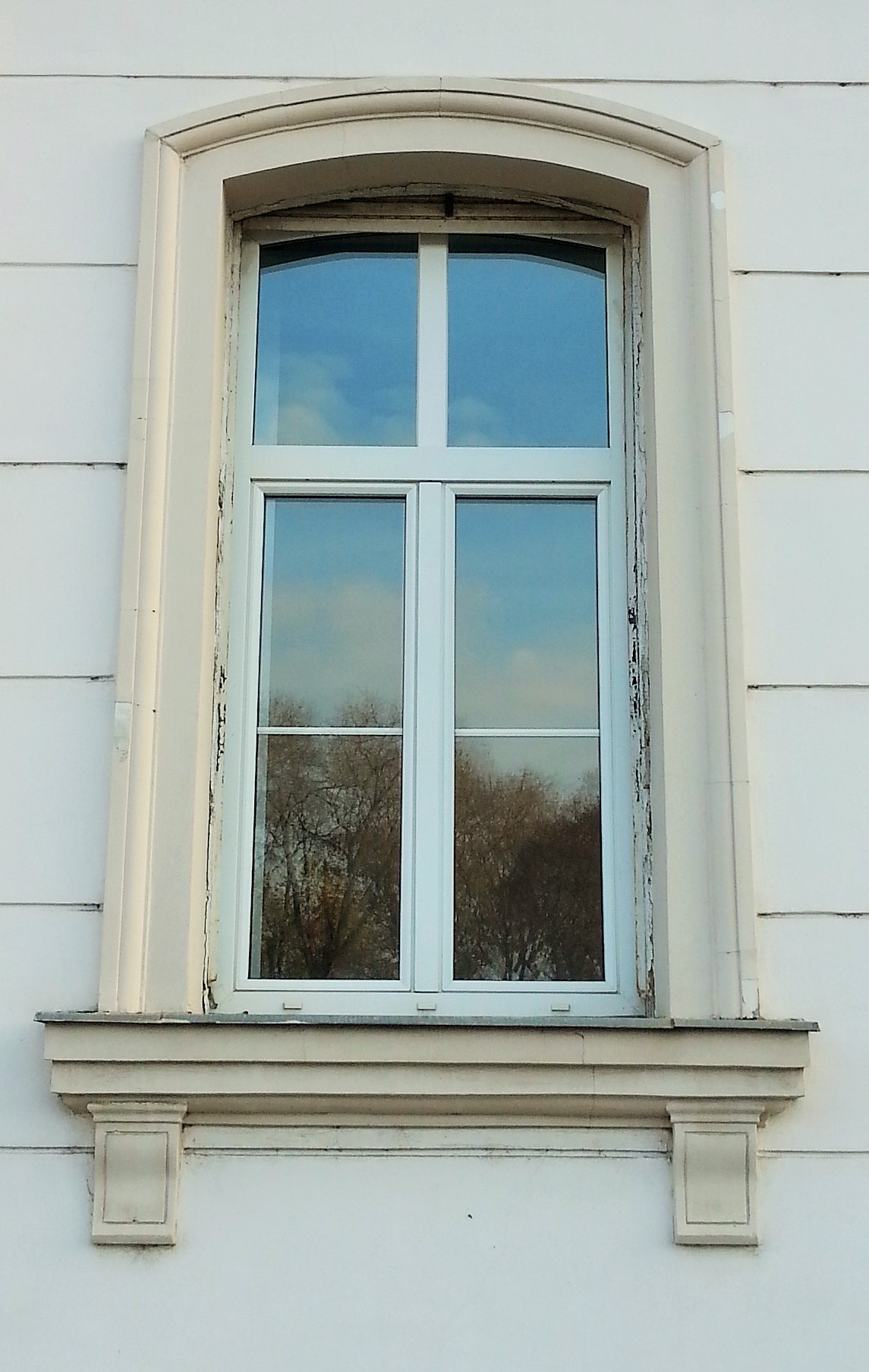
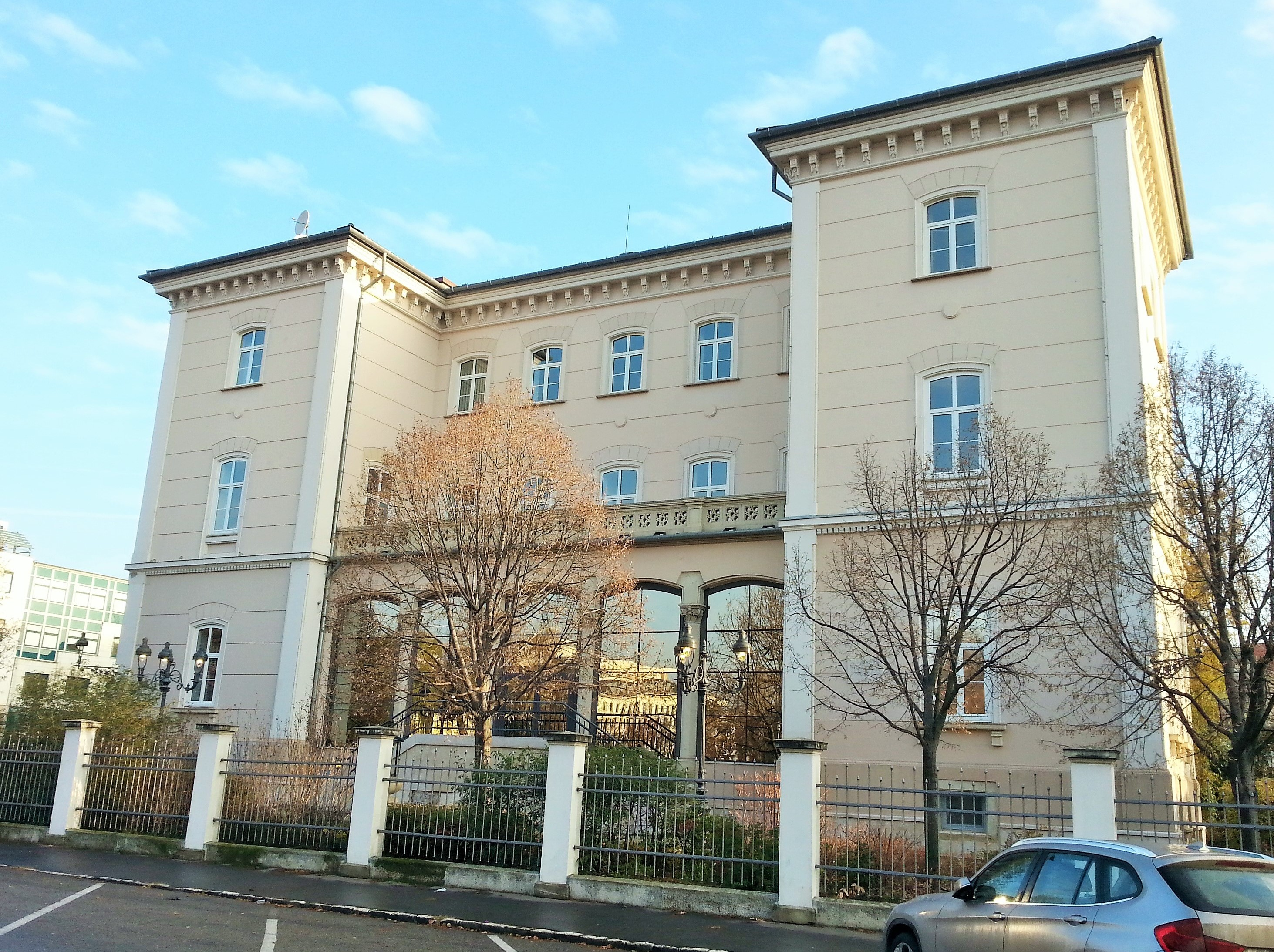
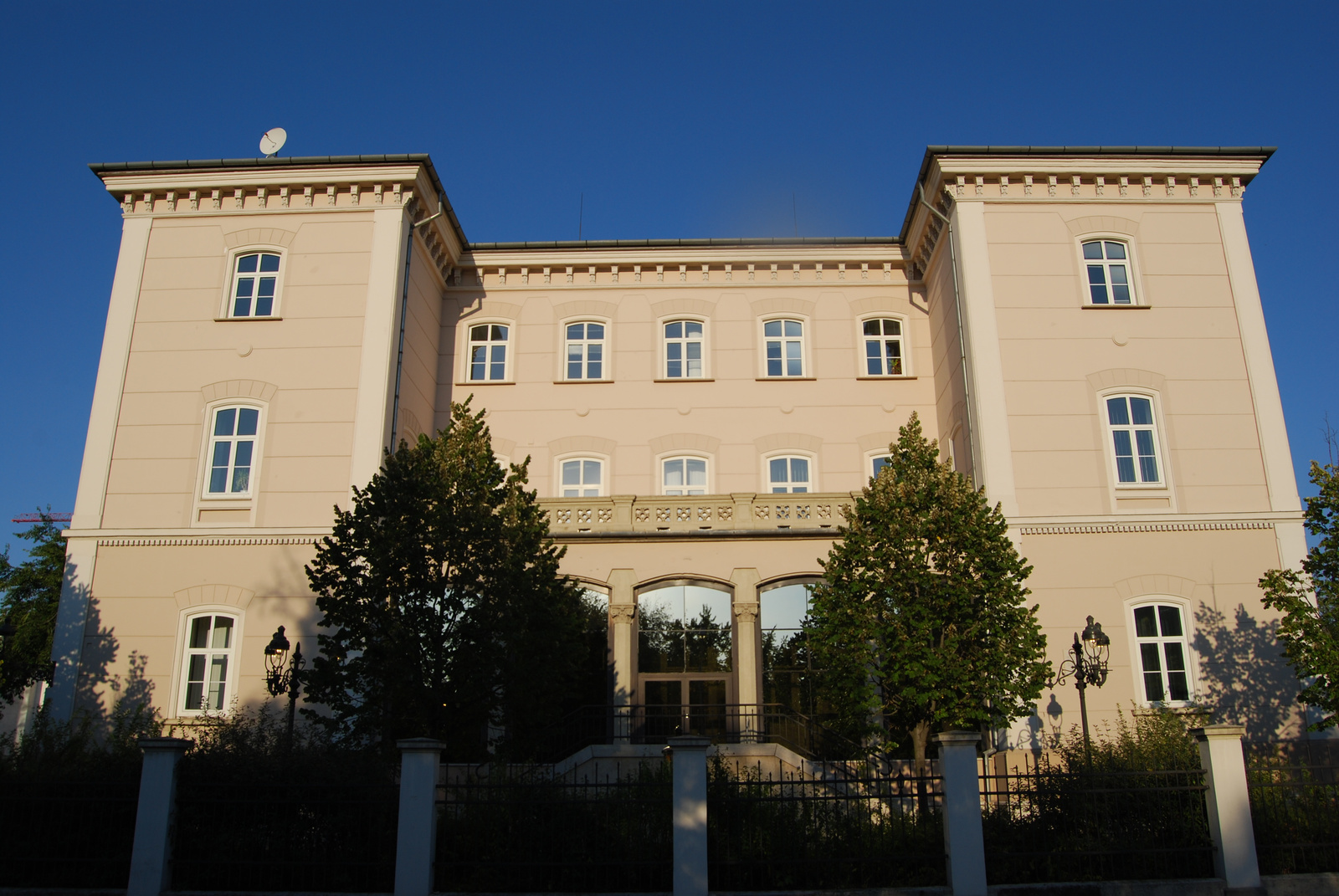
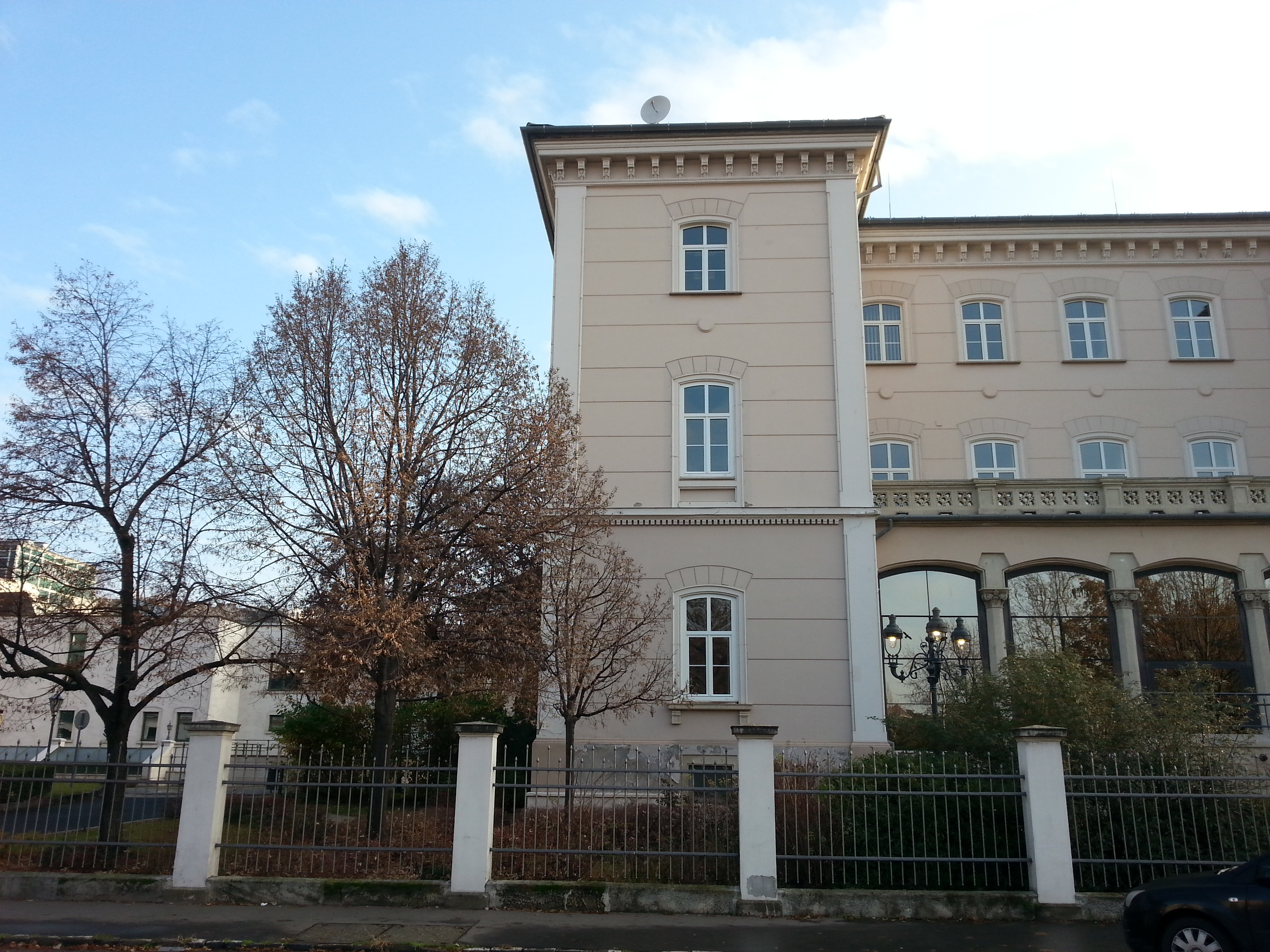
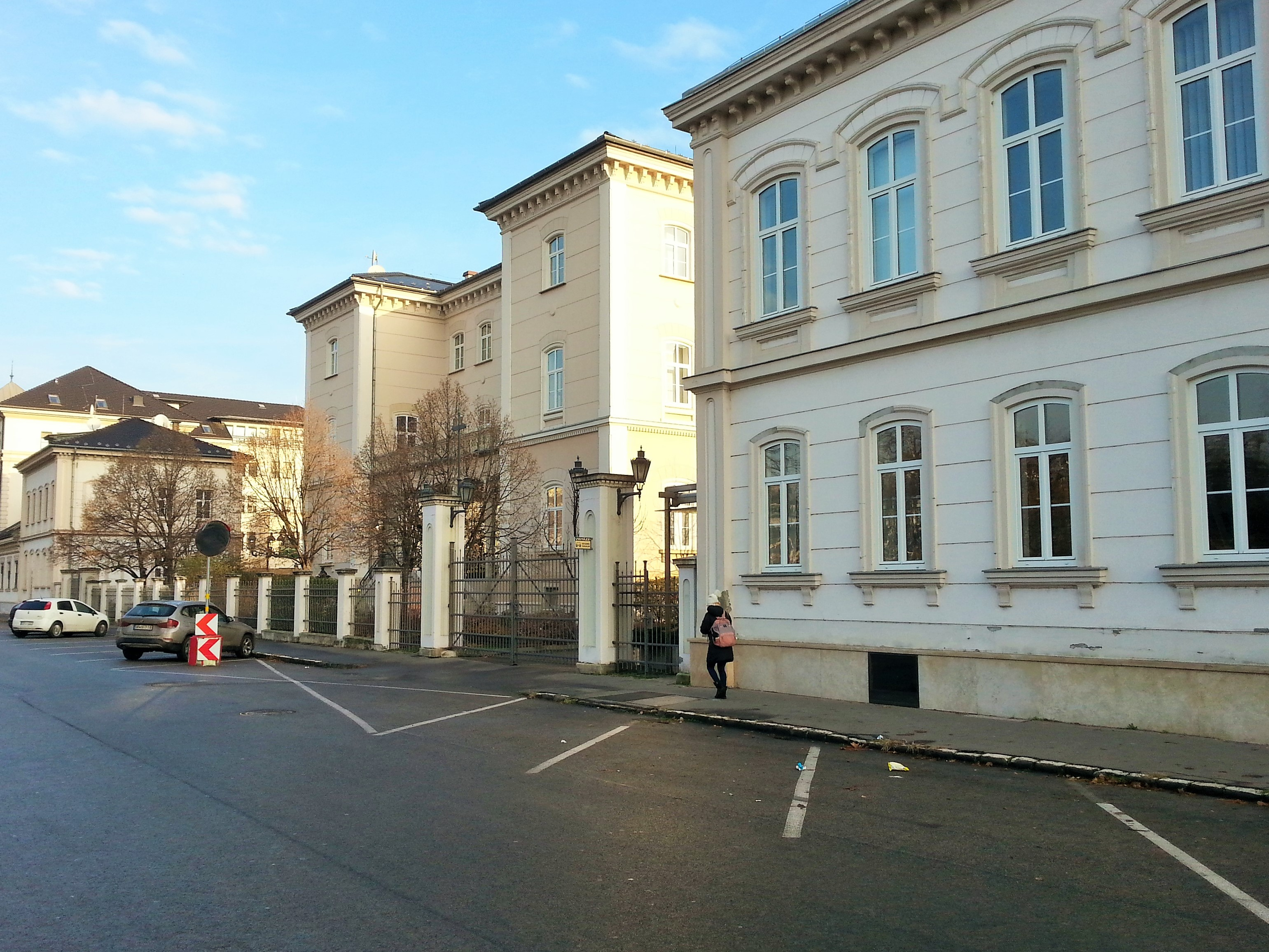
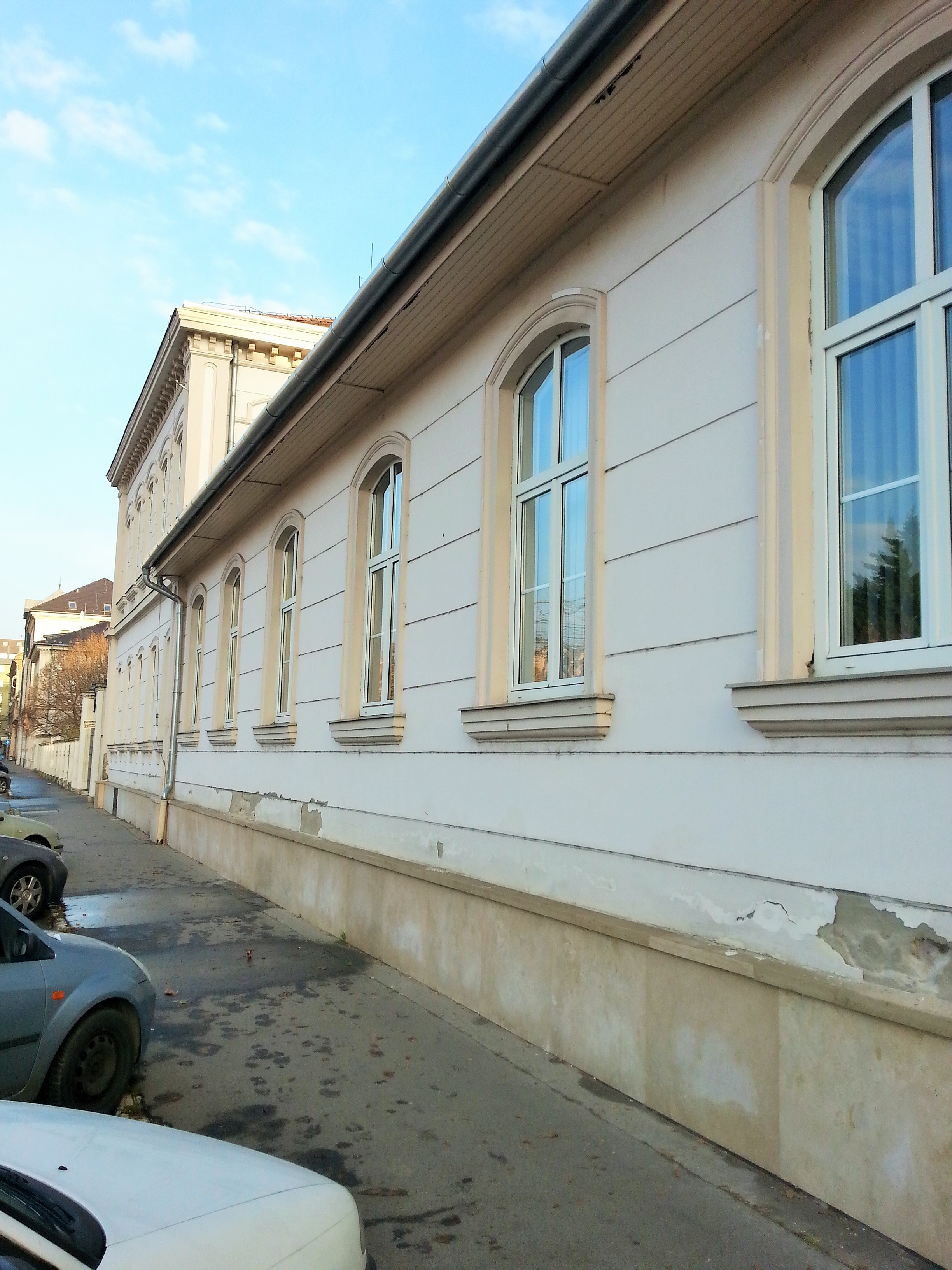
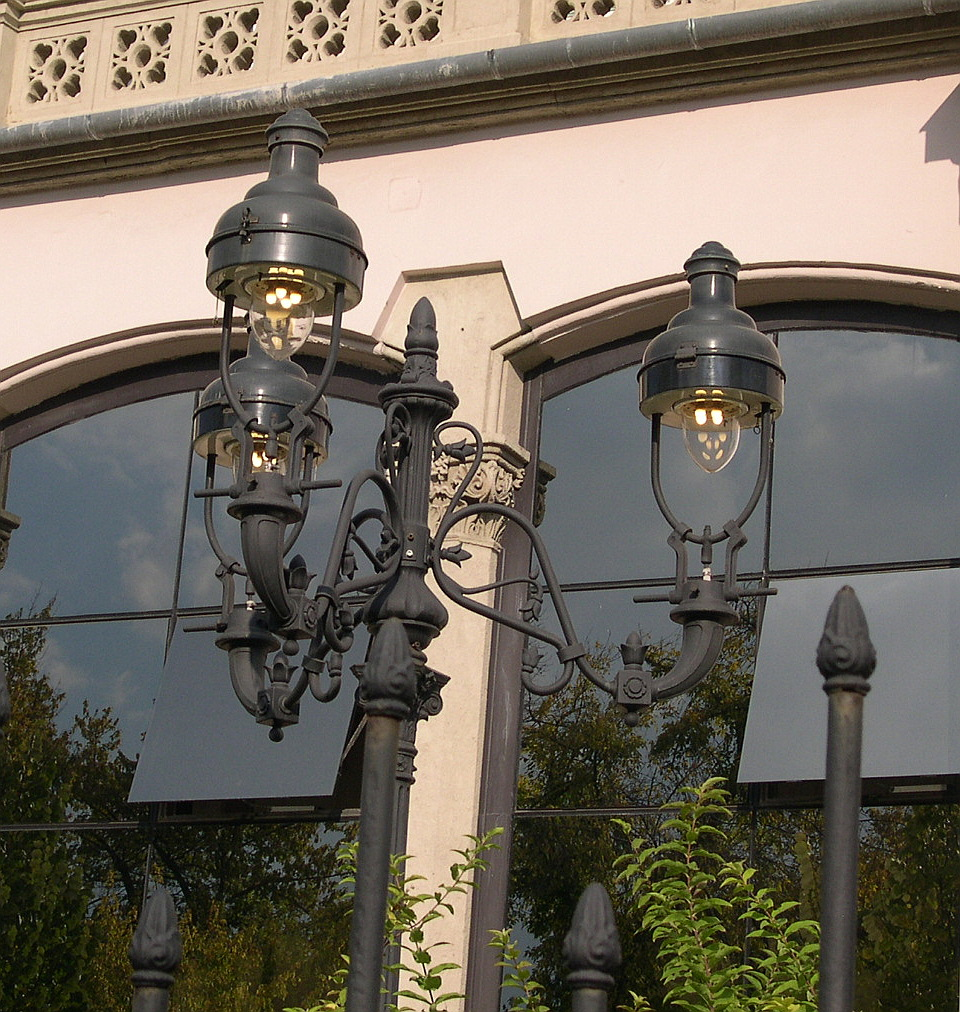